# Чад
Чад (фр. Tchad, араб. تشاد‎), официальное название — Респу́блика Чад (фр. République du Tchad [ʁe.py.bˈlik dy tʃa(d)], араб. جُمْهُورِيَّة تشاد‎ [d͡ʒumhuːrijjat tʃaːd]) — государство в Центральной Африке. По оценочным данным на июнь 2021 года население страны составляет 17 414 108 человек. Площадь страны — 1 284 000 км², плотность населения — около 13,56 человека на квадратный километр.
Столица — город Нджамена. Государственные языки — французский и арабский.
Унитарное государство, президентская республика. Пост главы государства занимает Махамат Деби.
Государство располагается в пустынной и полупустынной местности в Центральной Африке. Крупнейшее государство континента из не имеющих выхода к морю. Граничит на западе с Нигером, Нигерией, Камеруном, на юге с Центральноафриканской Республикой, на востоке с Суданом и Ливией на севере.
Отличается значительным этнокультурным и религиозным разнообразием. Около половины населения страны исповедуют ислам (преимущественно суннитского толка маликитского мазхаба), чуть менее половины христианство (в основном католицизм), в стране также есть незначительное количество неверующих и язычников. Основные народы — сара (негроиды-христиане на юге страны) и арабы (семиты-мусульмане на севере), однако в совокупности они составляют менее половины населения.
Аграрная страна с очень низким индексом человеческого развития, одна из самых бедных и коррумпированных стран мира. Объём ВВП по паритету покупательной способности — 32,375 миллиарда долларов США на 2023 год (1806 долларов на душу населения, 179-е место). Денежная единица — франк КФА.

## Этимология
Топоним «Чад» происходит от одноимённого гидронима — названия озера Чад. Гидроним известен арабам с XIV века, значение его, предположительно на языке канури — «большое пространство воды», «озеро».

## Физико-географическая характеристика

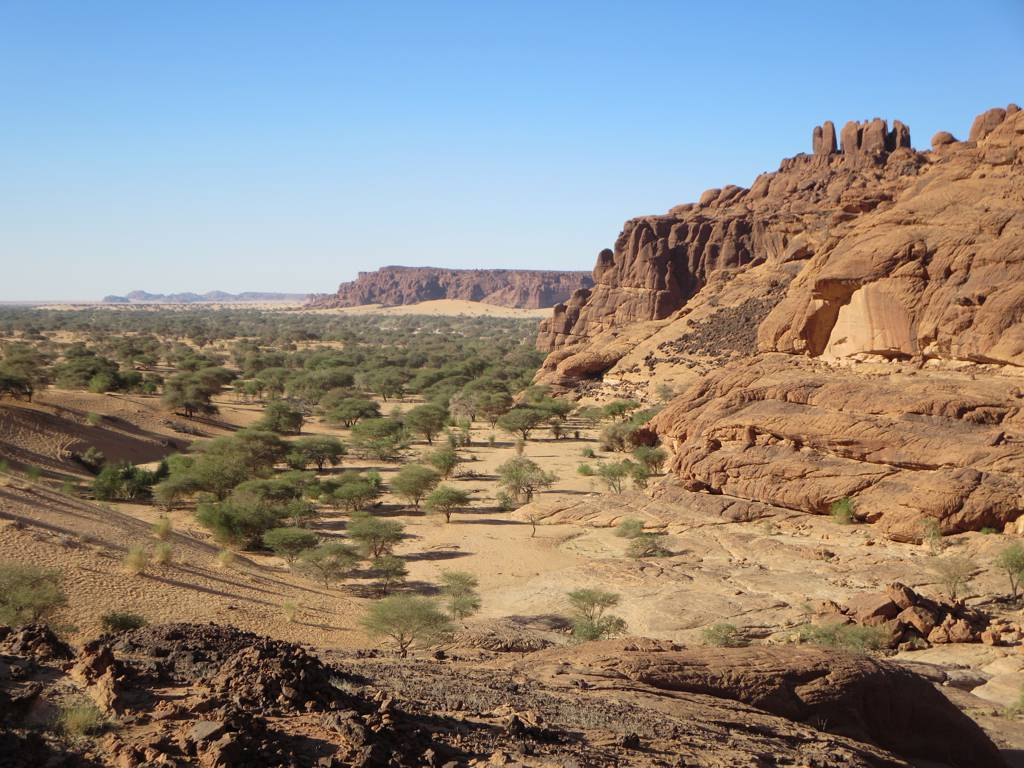
Горное плато Эннеди

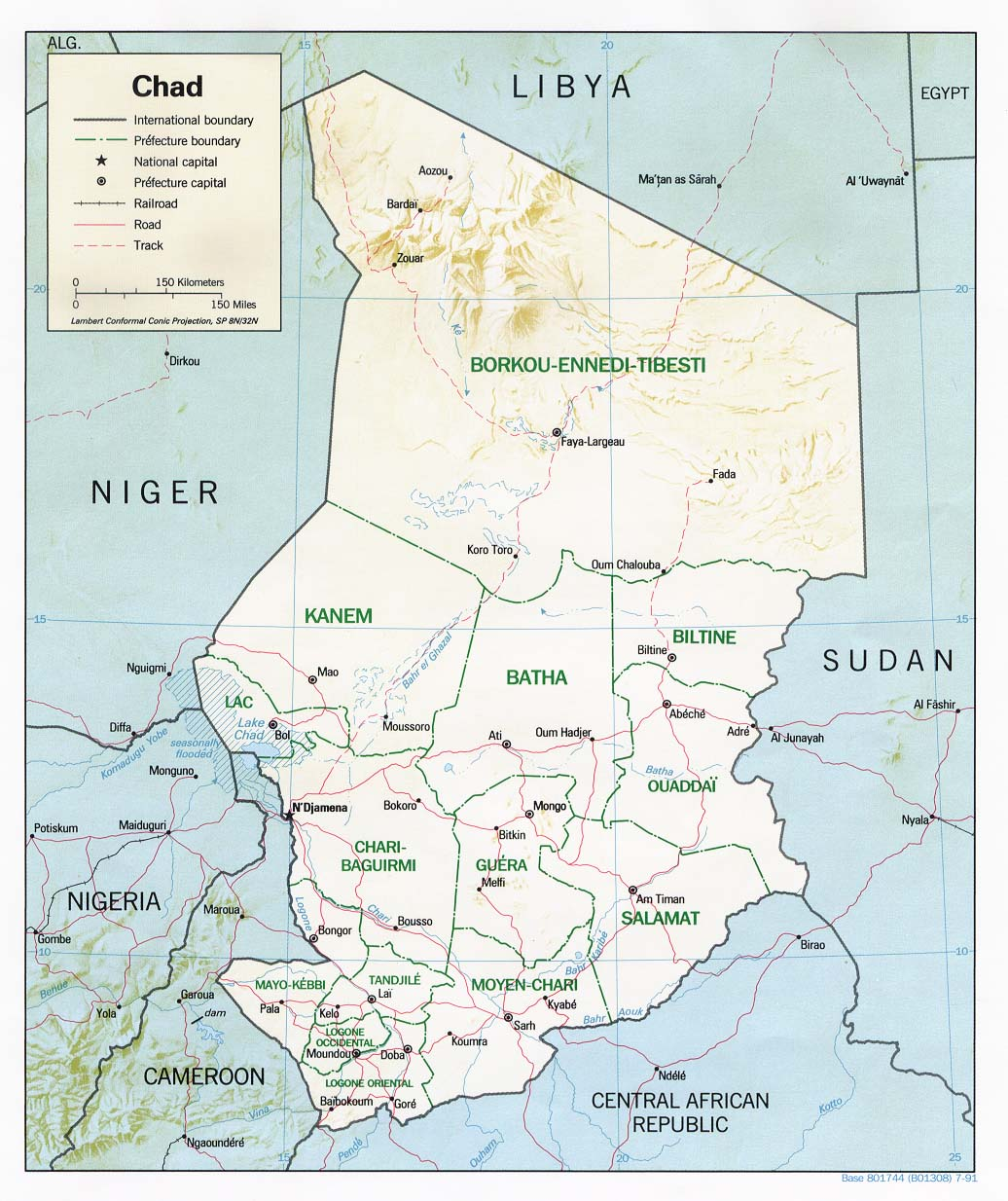
Карта Чада

Территория Чада — в основном плоская равнина. Северная часть — в пределах пустыни Сахары. На севере — нагорье Тибести с высшей точкой страны — 3415 м. На северо-востоке — плато Эрди и Эннеди (высота до 1450 м), на юго-востоке — массив Вадаи (высота до 1666 м).
Климат северной части страны — тропический пустынный. Южной части — экваториально-муссонный.
На севере страны нет постоянных рек. На юге густота речной сети значительна. Главная река Шари, впадающая в озеро Чад, судоходна. Реки широко разливаются в сезон дождей, затопляя огромные пространства и превращая их в сплошные болота, а в сухой сезон сильно мелеют.
Ландшафт северной, сахарской части страны — каменистые пустыни, почти лишённые растительности, чередуются с песчаными пустынями, имеющими скудную растительность (тамарикс, низкорослые акации, верблюжья колючка). В оазисах — финиковые пальмы, выращивают виноград и пшеницу. Южнее, в зоне сахеля, полупустыни и опустыненные саванны с разреженным травяным покровом и зарослями колючих кустарников (в основном, акаций), встречаются пальмы дум и баобабы. На крайнем юге — типичные саванны с высоким злаковым покровом и леса. В поймах рек и по берегам озёр — обширные травяные болота.
Фауна пустынь бедна. В саваннах много крупных млекопитающих — слоны, носороги, буйволы, жирафы, антилопы. Из хищных — львы, леопарды, шакалы, гиены. Некоторые животные саванн встречаются на окраине пустынной зоны. В верхнем течении реки Шари встречаются обезьяны (павианы и колобусы). Многочисленны змеи и ящерицы, насекомые.

## История

### Доколониальный период

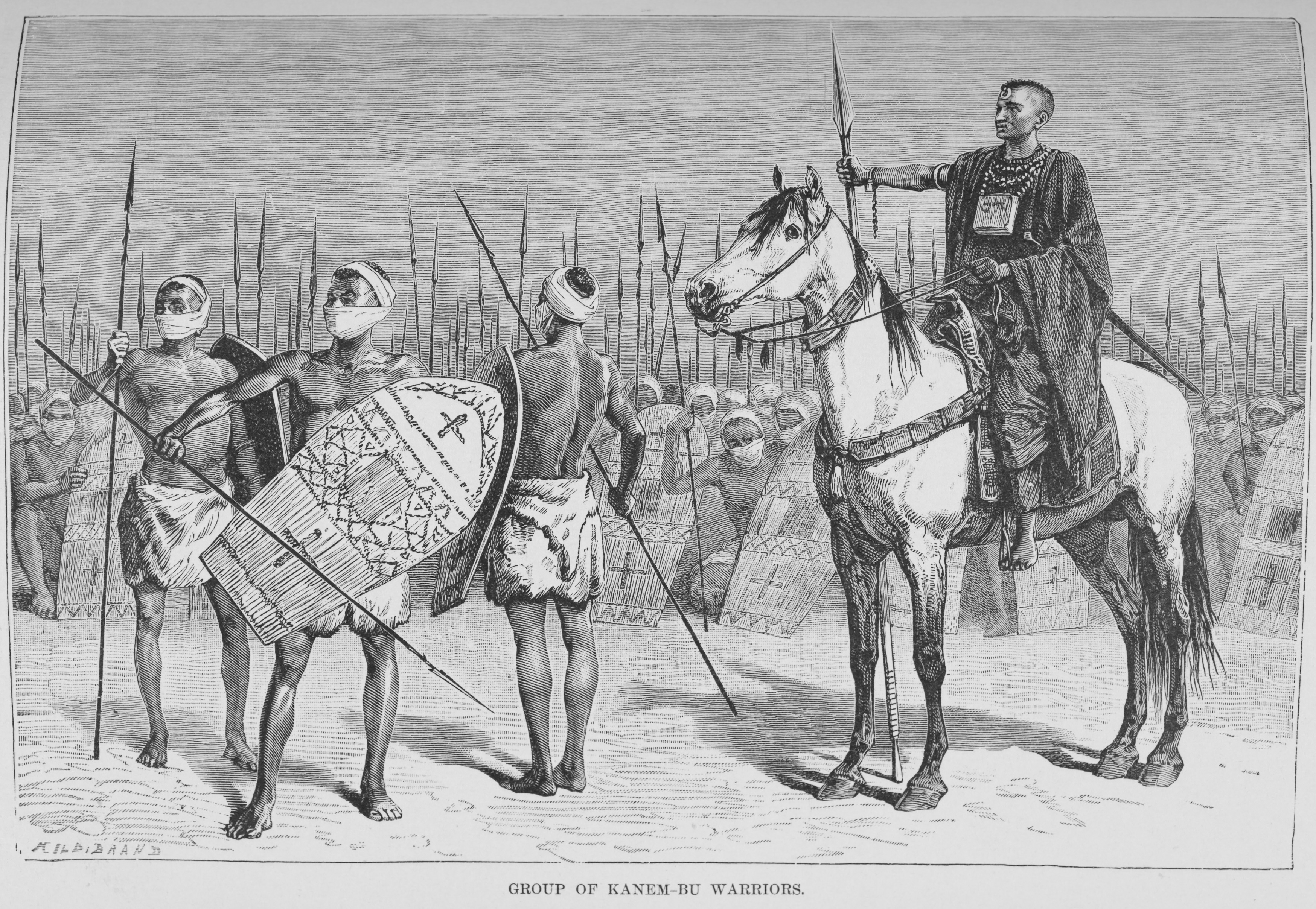
Группа воинов Канем

Территория современного Чада была заселена в результате массовой миграции людей около 7000 года до нашей эры. Она произошла в связи с улучшением природных условий на территории будущего государства. Наиболее важные археологические памятники в Чаде находятся на территории бывшего региона Борку-Эннеди-Тибести (сейчас 3 разных региона). Некоторые из этих памятников старше 2000 года до нашей эры. Оседлыми людьми чадский бассейн населён примерно с этого же года. Регион стал перекрёстком цивилизаций и культур. Самая ранняя из них — Сао — известна благодаря немногочисленным артефактам и устной истории. Эта цивилизация пала под натиском империи Канем — первой и самой продолжительной империей на территории Сахелианской полосы Чада, возникшей около 1000 года нашей эры.
В XVI—XVII веке нашей эры на территории Чада возникли два новых государства — султанат Багирми и империя Вадаи. Власть этих государств была основана на контроле над транссахарскими торговыми путями, которые пролегали через регион. Эти государства были мусульманскими. Они никогда не распространяли свою власть на территорию современного юга Чада, где жили негроидные племена, исповедовавшие культ предков, однако осуществляли на эту территорию рейды с целью захвата рабов. Рабы составляли около трети населения этих стран.

### Колониальный период
Французская колониальная экспансия привела к созданию в 1900 году на этой территории колонии, которая получила название Territoire Militaire des Pays et Protectorats du Tchad. В 1920 году государства были полностью завоёваны французами и включены в состав Французской Экваториальной Африки. Это правительство характеризовалось отсутствием политики объединения территории и попытки построения национально-религиозного единства, а также более медленной, по сравнению с другими колониями страны, модернизацией. Французское правительство в первую очередь рассматривало колонию как источник незначительной, плохо обученной рабочей силы для разработки хлопка-сырца: Франция ввела масштабное производство этого сырья в 1929 году. Колониальная администрация была недоукомплектована кадрами, а те, что были, представляли собой «отбросы» французской государственной машины, которые было больше некуда отправить. Лишь принявший католицизм народ сара на юге страны управлялся относительно эффективно: присутствие на исламском севере страны было фактически номинальным.
После Второй мировой войны Франция присвоила Чаду статус заморской территории в своём составе. Жителям страны была дана возможность избирать собственных представителей в национальные ассамблеи (парламенты) Франции и самого Чада. Самой крупной политической силой была Прогрессивная партия Чада, чья штаб-квартира располагалась в южной, христианской части колонии. Именно во главе с этой партией и её ставленником Франсуа Томбалбаем, этническим сара и христианином по вере Чад и получил независимость 11 августа 1960 года.

### Период независимости
Через два года после обретения независимости президент Чада ввёл однопартийную систему правления, запретив оппозиционные партии. Его авторитарное правление вкупе с абсолютной бесхозяйственностью обострили межэтническую и межрелигиозную напряжённость в стране. В 1965 году на севере страны мусульманская повстанческая группировка Фронт национального освобождения Чада (фр. Front de libération nationale du Tchad, FROLINAT) развязала гражданскую войну. В 1975 году президент Томбалбай был свергнут и убит в результате военного переворота. Страну возглавил генерал Феликс Маллум, попытавшийся прекратить гражданскую войну. Однако восстание продолжилось, и когда в 1979 году повстанцы во главе с Хиссеном Хабре захватили столицу, в стране наступил коллапс. На севере организовалось большое количество группировок, которые боролись между собой за власть. Страна де-факто распалась. Это привело к краху французской власти, полагавшейся на христианское правительство. «Вакуум» попытался заполнить Муаммар Каддафи, из-за чего Ливия оказалась вовлечена в гражданскую войну в стране. Эта авантюра ливийского правительства закончилась настоящей катастрофой в 1987 году, когда Франция всё же поддержала Хиссена Хабре, который смог объединить под своим контролем многие разрозненные группировки, включая христиан, и вытеснил ливийцев со своей территории.

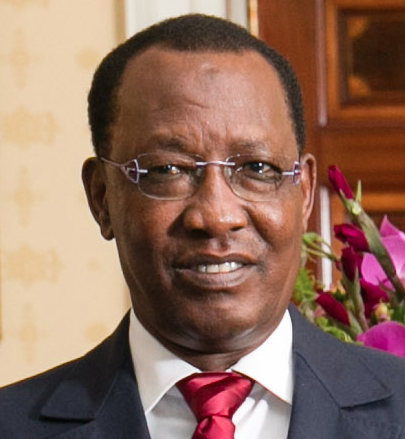
Идрис Деби, Президент Чада 1990—2021

Хабре установил ещё более жестокий и тоталитарный режим, нежели его предшественник. Его система власти опиралась на группу военных и соратников, которые превратили Чад в одну из самых коррумпированных стран мира, а также удерживали свою власть с помощью массового насилия. По оценкам, в ходе правления хунты было убито несколько десятков тысяч человек. Президент также обострил национальные противоречия, отдавая в делах предпочтение представителям собственной национальности, тубу, и дискриминируя бывших союзников-мусульман загава. Он был свергнут собственным генералом, Идрисом Деби в 1990 году. При этом он попытался привлечь Хабре к ответственности за его действия. Бывший правитель Чада был заключён под домашний арест в Сенегале в 2005. В 2013 году Хабре официально предъявили обвинения в военных преступлениях, совершённых в годы его правления. В мае 2016 он был признан виновным в преступлениях против человечности, в частности в изнасилованиях, сексуальном рабстве и организации убийства более чем 40 тысяч человек, за что приговорён к пожизненному лишению свободы.
Придя к власти, Деби попытался примирить между собой и со своим правительством повстанческие группировки, ради чего была вновь введена многопартийная система. На референдуме была одобрена новая конституция, и в 1996 году состоялись первые со времён колониального правительства конкурентные выборы, на которых Деби одержал победу. Через пять лет он одержал вторую победу и пошёл на второй, согласно конституции, срок. В 2003 году в Чаде началась разработка нефтяных месторождений. Однако она не принесла процветания — этот фактор лишь усилил внутриполитические и межнациональные разногласия, из-за чего началась новая гражданская война. Тогда же Деби без референдума и согласования с парламентом в одностороннем порядке изменил конституцию страны, отменив ограничение президентских сроков. Данный шаг вызвал волну негодования как в обществе, так и среди оппозиции.
В 2006 году прошли новые выборы посреди гражданской войны, бойкотировавшиеся оппозицией. К тому моменту увеличился процент жертв этнического насилия по отношению к общему уровню смертности в стране; верховный комиссар ООН предупредил, что в Чаде могут начаться этнические чистки или геноцид, подобный дарфурскому. В том же году повстанцы предприняли попытку захвата столицы страны, однако потерпели неудачу. Через два года состоялась вторая неудачная попытка захвата власти. В этой войне участвовал также и Судан вплоть до 15 января 2010 года, когда было подписано соглашение о прекращении огня. Благодаря этому были развёрнуты совместные силы двух стран для обеспечения безопасности границы, а ряд чадских и суданских военных вернулись домой. В 2013 году был предотвращён подготавливавшийся в течение нескольких месяцев военный переворот против президента Деби.
20 апреля 2021 года президент Чада погиб в столкновении с повстанцами из Фронта перемен и согласия. Его сын, Махамат Идрис Деби Итно, отменил действие конституции и возглавил Переходный военный совет, взяв на себя одновременно исполнение полномочий президента и главнокомандующего армии.

## Государственное устройство
Глава государства — президент, одновременно является главнокомандующим вооружёнными силами. В соответствии с поправками к Конституции, принятыми на референдуме 6 июня 2005 года, президент избирается всеобщим прямым и тайным голосованием сроком на 5 лет и может переизбираться неограниченное число раз. Однако данная конституция была отменена после смерти президента Идриса Деби его сыном Махаматом, который исполнял обязанности руководителя государства в качестве лидера военного Переходного совета.
Законодательная власть принадлежит Национальному собранию. Состав — 155 депутатов, избираются всеобщим прямым и тайным голосованием сроком на 4 года. Последние выборы в законодательный орган состоялись в апреле 2002 года. Принятые в 2005 году поправки к Конституции упразднили верхнюю палату парламента — Сенат.
Внутриполитическое положение в Чаде характеризуется вооружёнными столкновениями между африканской и арабской частью населения и междоусобными трениями в самих группах по социальным, политическим и экономическим мотивам. В республике с начала 90-х действуют несколько антиправительственных группировок, периодически заключающих и разрывающих мирные соглашения с правительством; установлению прочного мира мешает значительная склонность оппозиции к фракционализму. Из числа крупных оппозиционных движений «Объединение сил за демократию и развитие», считавшееся крупнейшим и самым сильным из таковых в начале 90-х годов, представляет сторонников Хабре, «Вооружённые силы за федеральную республику» претендует защищать интересы южан, «Чадское движение за справедливость и демократию» заявляет о своих намерениях добиться большего представительства в государственном аппарате для этнических групп севера страны. На востоке Чада обстановку дестабилизирует вооружённый конфликт в западном суданском регионе Дарфур, в результате которого в Чад мигрировало до 200 тыс. дарфурских беженцев; кроме того, территорию Чада дарфурские повстанцы используют как свою тыловую базу. В то же время в Дарфуре часто укрываются чадские повстанцы.

## Внешняя политика

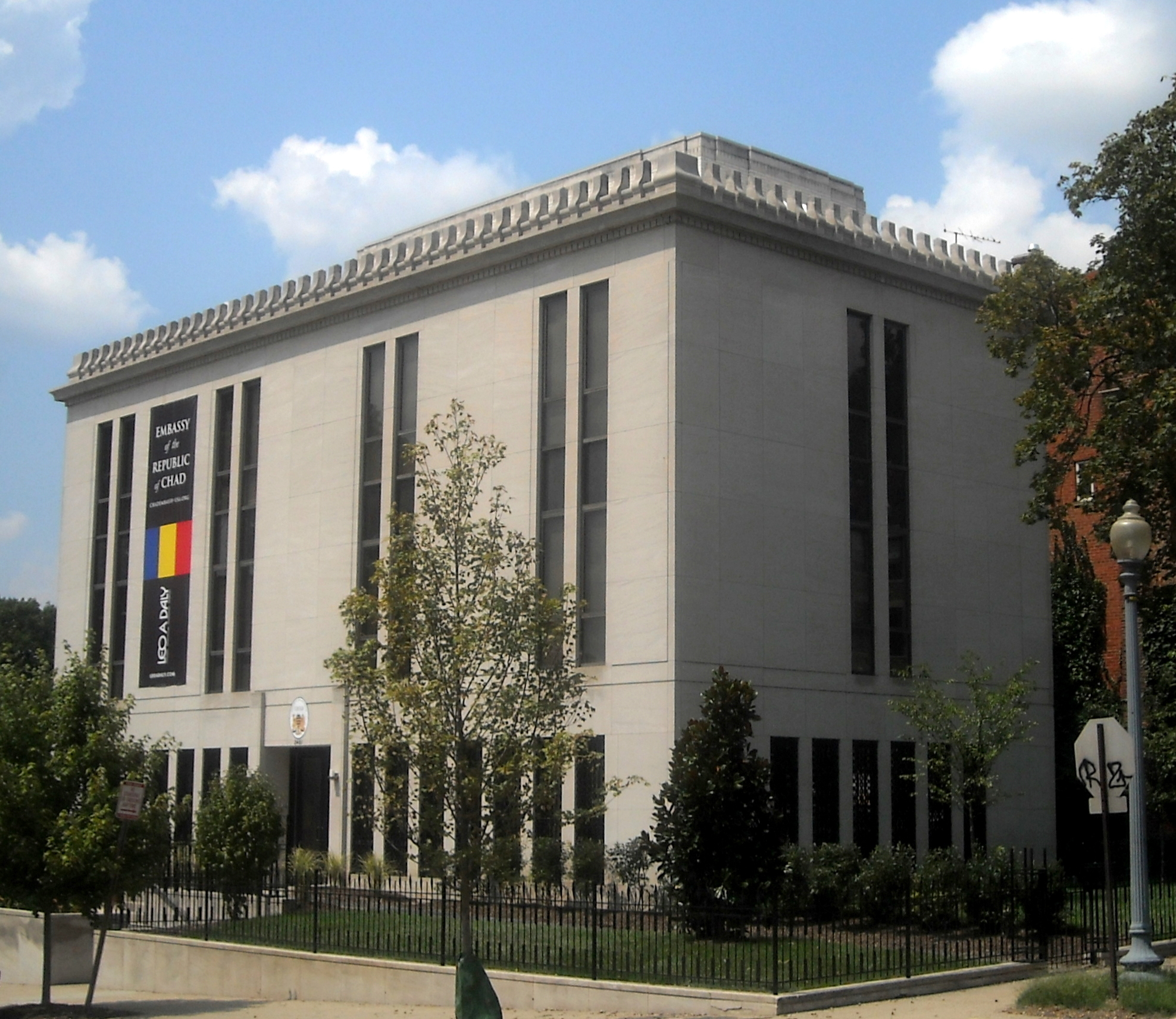
Посольство Чада в Вашингтоне

Чад ещё до конца не избавился от пережитков колониальной системы, в то время как внешняя политика чадского правительства становится всё более и более унитарной. На протяжении 1970—1980-х годов внешняя политика Чада была сосредоточена на разрешении диспутов с соседями, что часто выливалось во взаимную поддержку повстанческих групп.
После обретения независимости Чад в значительной степени зависел от внешнего финансирования, в основном предоставляемого западными странами — в первую очередь, США и Францией, что в большой мере повлияло на его внешнеполитическую ориентацию.

## Вооружённые силы
Вооружённые силы Чада состоят из сухопутных войск, жандармерии и военно-воздушных сил. Предназначены для защиты свободы, независимости и территориальной целостности государства.

## Административное деление
Страна разделена на 23 региона. Административное устройство изменилось в 2008 году, до этого было 18 префектур.
Крупнейшие города (данные на 2010 год):
- Нджамена (792 440 человек);
- Мунду (148 544 человека);
- Сарх (112 674 человека);
- Абеше (81 530 человек).

## Население

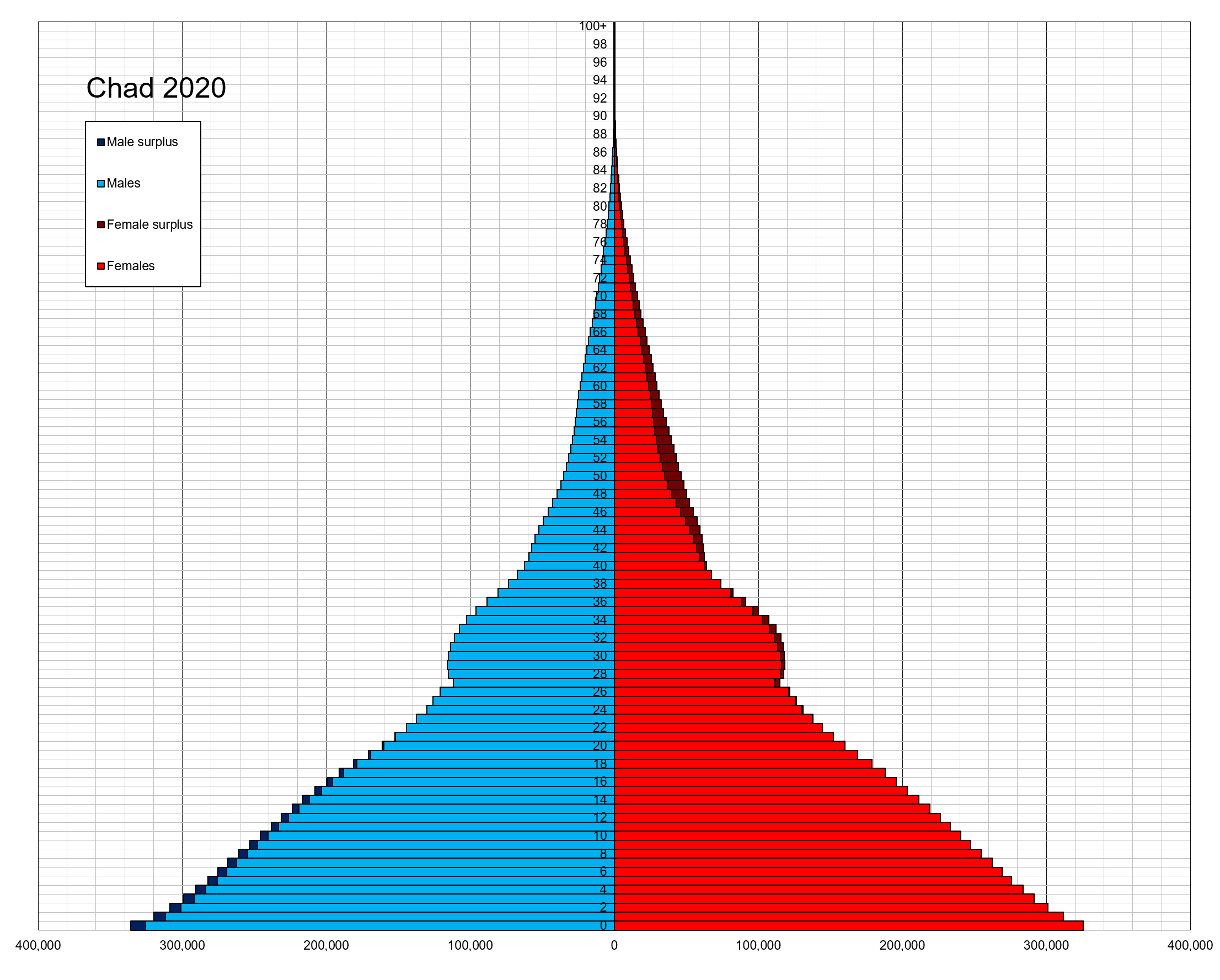
Возрастно-половая пирамида населения Чада на 2020 год

Численность населения — 16 877 357 человек (оценка на июль 2020).
Годовой прирост — 3,18 %.
Рождаемость — 41,7 на 1000 (фертильность — 5,68 рождений на женщину).
Смертность — 10 на 1000 (младенческая смертность — 68,6 на 1000).
Эмиграция — 4 на 1000.
Средняя продолжительность жизни: 53 года у мужчин, 57 лет у женщин.
Заражённость вирусом иммунодефицита (ВИЧ) — 1,3 % (оценка на 2018 год).
Крупнейшие народности: сара (30,5 %) и арабы (9,7 %), всего проживает свыше 200 этнических групп (по переписи 2015 года).
Языки: французский и арабский — официальные, на юге распространены языки сара, всего в стране 120 языков и диалектов.
Грамотность — 31,3 % мужчин и 14 % женщин (оценка 2016 года).
Городское население — 23,5 % (в 2020 году).

### Религиозный состав

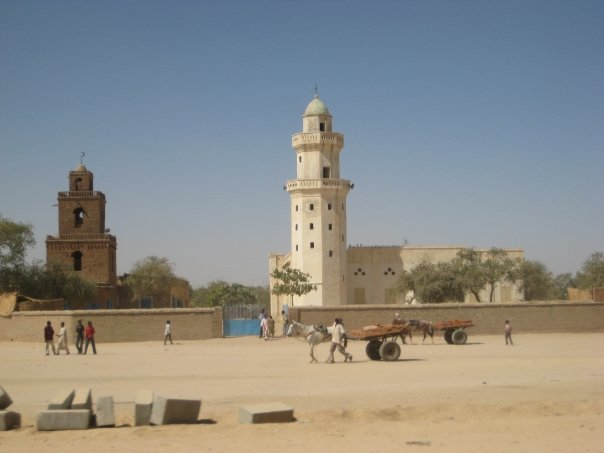
Мечеть в городе Абеше

Большинство жителей Чада — мусульмане (57,8 %). В стране преобладает ислам суннитского толка маликитского и шафиитского мазхаба. На севере страны распространено влияние ордена кадырия, на юге — тиджания, в ряде регионов страны есть сенуситы.
Самыми крупными христианскими конфессиями являются католики (2,5 млн), евангельские христиане из Евангелической церкви Чада (437 тыс.), плимутские братья (300 тыс.) и пятидесятники (187 тыс.).
Численность верующих местных традиционных верований неуклонно сокращается. Определённого успеха в Чаде добились приверженцы веры бахаи (98 тыс.). Численность агностиков и атеистов в 2010 году была оценена в 6,5 тыс. человек.

## Экономика

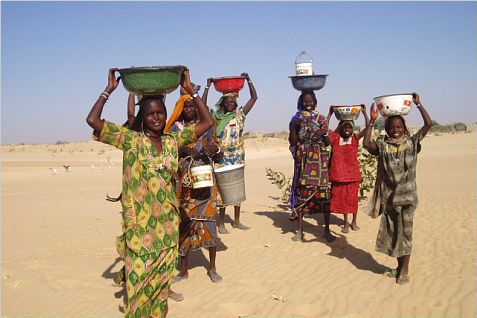
Доступ к чистой воде часто является проблемой в Чаде

Природные ресурсы — месторождения нефти, бокситов, урана, золота, берилла, олова, тантала, меди, каустической соды, соли.
ВВП на душу населения в 2009 году — 1,6 тыс. долл. (196-е место в мире). Ниже черты бедности — 80 % населения. Чад сильно зависит от иностранной помощи и инвестиций.
Преобладает сельскохозяйственный сектор (57 % ВВП) — 80 % работающих занято натуральным хозяйством, в основном разведением скота (овцы, козы, верблюды). Также культивируются хлопчатник, сорго, просо, арахис, рис, картофель.
С конца 2003 года началась существенная добыча нефти, с 2004 года нефть экспортируется. В развитии нефтедобывающей отрасли активно участвуют американские компании и Китай. В 2013 нефтедобыча составила 5,0 млн тонн (94,0 тыс. баррелей в день). В 2018 году Чад присоединился в качестве наблюдателей к ОПЕК, при этом по запасам «чёрного золота» страна находится на 41 месте, а объём залежей оценивается в 1.500.000.000 баррелей.
Промышленность — добыча нефти, обработка хлопка, обработка мяса, пивоварение, производство мыла и сигарет.

### Внешняя торговля
Через Чад проходит три трансафриканских автомобильных маршрута:
- Шоссе Триполи-Кейптаун
- Транссахельское шоссе
- Шоссе Нджамена-Джибути

По данным за 2016 год экспорт — 1,52 млрд долл., импорт — 541 млн долл., положительное сальдо внешней торговли — ок. 0,975 млрд долл.
Основные экспортные товары: сырая нефть (до 82 % от общей стоимости — $1,25 млрд долл.), золото, хлопок-сырец и другая продукция сельского хозяйства. Главными покупателями являются: США ($847 млн долл.), Объединённые Арабские Эмираты ($168 млн долл.), Индия ($126 млн долл.), Китай ($101 млн долл.) и Франция ($92 млн долл.).
Основные импортные товары: продукция машиностроения, химикаты (включая лекарства), текстиль, обувь, продовольствие и табачные изделия. Главными поставщиками являются: Франция ($119 млн долл.), Китай ($93,2 млн долл.), Объединённые Арабские Эмираты ($69 млн долл.), Индия ($37,3 млн долл.).
Входит в международную организацию стран АКТ.

## Здравоохранение
В Чаде очень неблагополучно обстоит дело со здравоохранением. Распространены инфекционные и паразитарные болезни.
Нехватка чистой питьевой воды (постоянный доступ к ней имеют около 27 % населения) приводит к вспышкам кишечно-инфекционных заболеваний. Средняя продолжительность жизни — 55 лет.
В 2000 году доступ к медицинскому обслуживанию имели 29 % населения, расходы на здравоохранение составили 3,1 % от ВВП. В 2003 году насчитывалось 200 тыс. больных СПИДом и ВИЧ-инфицированных, умерли 18 тыс. человек. Темпы роста заболеваемости СПИДом составляют 4,8 % в год (2003). Аборты запрещены.
Кадры врачей готовятся за рубежом и на медицинском факультете университета в Нджамене.
Лечебные учреждения есть только в больших городах вроде Нджамены и Абеше и представлены в основном учреждениями Красного Креста, в которых работают врачи-французы. В Нджамене имеется частный госпиталь второго уровня (hospital level 2 по классификации ООН).

## Образование

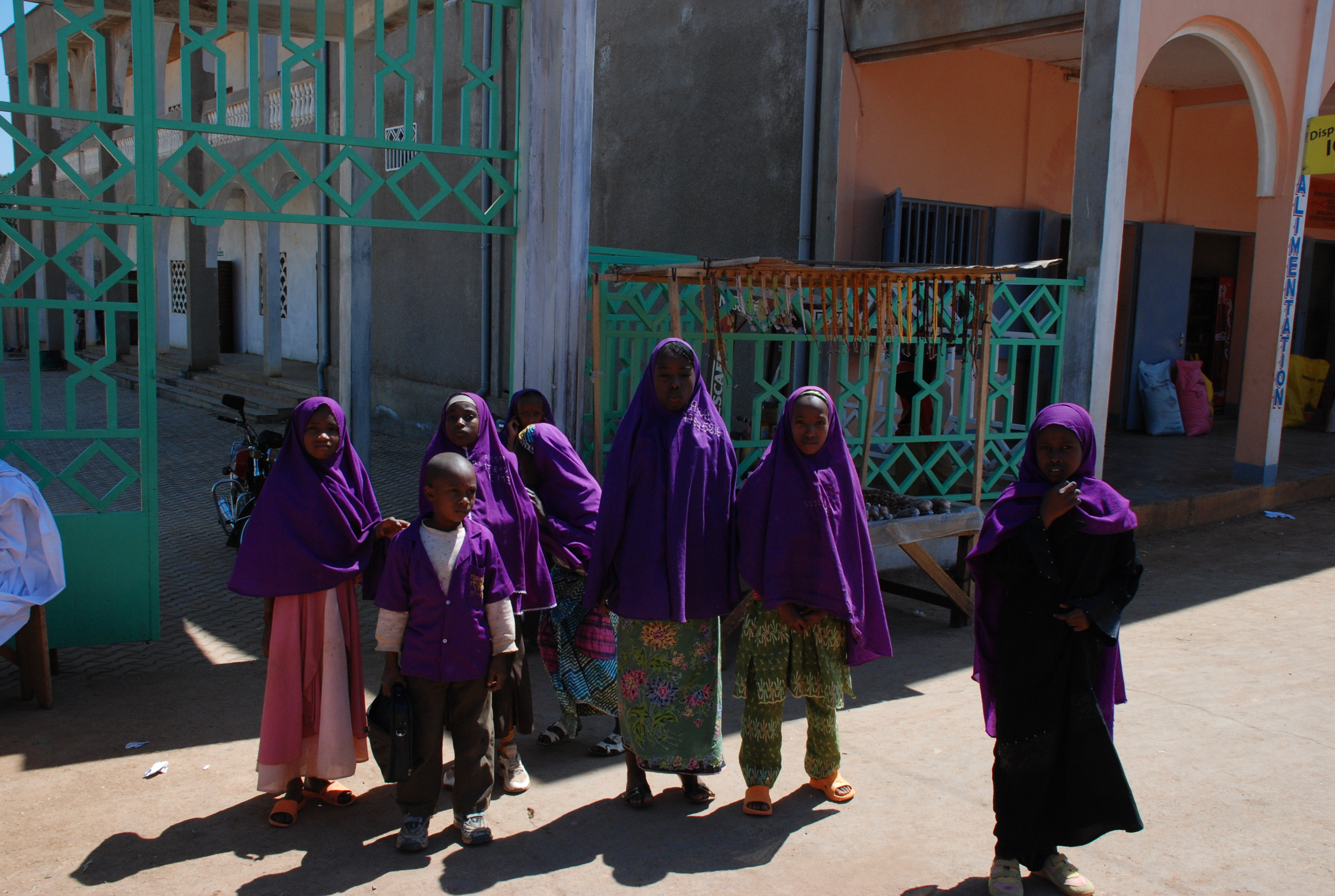
Ученики расположенной в Чаде мусульманской школы. 2009 г.

Создание протестантских школ на юге Чада в 1920-е годы является началом прихода западного образования в страну. С самого начала колониальная администрация установила требования, чтобы всё обучение шло на французском языке, за исключением религиозных классов. Стандартный учебный план был доступен для всех желающих за счёт государственных субсидий.
Образование в Чаде было сосредоточено на начальном обучении. До 1942 года студенты Чада, которые желали получить среднее образование, вынуждены были пойти учиться в школы в Браззавиле, Республика Конго. Государственные средние школы были открыты в Чаде в 1942 году, но школьная программа не была сертифицирована до середины 1950-х годов.
После обретения независимости в 1960 году правительство установило цель обеспечить всеобщее начальное образование, и посещаемость школы была сделана обязательной до достижения двенадцати лет. Тем не менее разработка стандартных учебных программ была затруднена для большого числа школ тем, что существовали двух- и трёхлетние учебные учреждения наряду со стандартными пяти- и семилетними колледжами и лицеями, предпочтение населением общеобразовательных школ — мусульманскими. Тем не менее к середине 1960-х годов 17 % учеников в возрасте от шести до восьми лет учились в школах. В мусульманских школах преподавали предметы на арабском языке. Первая мусульманская школа в Чаде — Ecole Mohamed Illech, была основана в 1918 году.
Несмотря на усилия правительства, в целом уровень образования в стране оставался низким в конце первого десятилетия независимости. В 1971 году около 88 процентов мужчин и 99 процентов женщин в возрасте старше пятнадцати лет не умели читать, писать или говорить по-французски (в то время это был единственный официальный государственный язык); уровень знания арабского языка составлял 7,8 %. В 1982 году общий уровень грамотности составлял около 15 %. Основные проблемы, препятствующие развитию образования в Чаде после обретения независимости: недостаточное финансирование и ограниченное количество учителей. Перенаселённость является большой проблемой, в некоторых классах учится до 100 учеников. В годы после обретения независимости многие учителя начальной школы обладали недостаточной квалификацией. На уровне средней школы положение было ещё хуже.
В 1970-х и 1980-х годах Чад добился значительного продвижения в решении существующих проблем в образовании. Была разработана программа по подготовке учителей для начальных школ. На уровне средней школы всё большее число чадцев стали занимать свои места в рядах преподавателей. Кроме того, в 1971—72 годах был открыт университет в Нджамене.
Другая проблема заключалась в том, что французские учебные программы для школ Чада были неэффективными. Преподавание в начальных школах велось на французском языке, хотя большинство учеников не говорили по-французски, когда они пошли в школу. Кроме того, академические программы, унаследованные от французов, подготавливали студентов по тем специальностям, которые не были востребованы в Чаде. Начиная с конца 1960-х годов правительство пыталось решить эти проблемы. Модель школы по французскому образцу классического образования была заменена на новую, которая учила детей жить в условиях африканского государства.
Гражданская война в Чаде разрушила все успехи правительства в реформе образования. Отсутствие безопасности в обширных регионах страны повлекло за собой отказ учителей ехать работать из столицы на периферию. Кроме того, война повлекла за собой хаос в стране и дети перестали регулярно посещать занятия в школах. Правительство тратило ресурсы для победы в войне и почти прекратило финансировать образование. Наконец, насилие в стране напрямую сказывалось на преподавателях и студентах.
После окончания войны правительство приложило значительные усилия для преодоления проблем в образовании. В 1983 году Министерство планирования и реконструкции сообщило, что открытие школ в 1982—83 учебном году было самым успешным с момента начала войны в 1979 году. В 1984 году университет Нджамены снова заработал.
В 2005 году в Чаде вновь разразилась гражданская война, финансирование различных сфер экономики было свёрнуто в пользу вооружённых сил.

## Культура и искусство
- Кинематограф Чада
- Музыка Чада
- Транспорт в Чаде
- Туризм в Чаде

## СМИ
Государственная телерадиокомпания — ONRTV (Office National Radio et Télévision Tchadien — «Национальное управление Чадского радиовещания и телевидения») создана 10 августа 1963 года, включает в себя радиостанцию Radio Tchad (запущен SORAFOM в 1956 году) и телеканал Télé Tchad (запущен в 1987 году).

## Государственные праздники
- 1 января — Новый год
- подвижная дата — Табаски (африканское название мусульманского праздника Ид аль-адха — курбан-байрам)
- подвижная дата — Чистый понедельник
- 1 мая — День труда
- 11 августа — День независимости (1960)
- подвижная дата — Рамадан (Ид аль-фитр, ураза-байрам), мусульманский праздник разговения
- 1 ноября — День всех святых
- 28 ноября — День провозглашения республики
- 1 декабря — День свободы и демократии
- 25 декабря — Рождество